# Careiro da Várzea (kommun)
Careiro da Várzea är en kommun i Brasilien.   Den ligger i delstaten Amazonas, i den centrala delen av landet, 1 900 km nordväst om huvudstaden Brasília. Antalet invånare är 31 716.
Följande samhällen finns i Careiro da Várzea:
- Careiro da Várzea

I omgivningarna runt Careiro da Várzea växer i huvudsak städsegrön lövskog. Runt Careiro da Várzea är det mycket glesbefolkat, med 6 invånare per kvadratkilometer.